# Municipio de Fairview (Arkansas)
El municipio de Fairview (en inglés: Fairview Township) es un municipio ubicado en el condado de Independence en el estado estadounidense de Arkansas. En el año 2010 tenía una población de 1544 habitantes y una densidad poblacional de 14,15 personas por km².

## Geografía
El municipio de Fairview se encuentra ubicado en las coordenadas 35°34′29″N 91°38′42″O / 35.57472, -91.64500. Según la Oficina del Censo de los Estados Unidos, el municipio tiene una superficie total de 109.09 km², de la cual 109,09 km² corresponden a tierra firme y (0 %) 0 km² es agua.

## Demografía
Según el censo de 2010, había 1544 personas residiendo en el municipio de Fairview. La densidad de población era de 14,15 hab./km². De los 1544 habitantes, el municipio de Fairview estaba compuesto por el 97,54 % blancos, el 0,06 % eran afroamericanos, el 0,26 % eran amerindios, el 0,13 % eran asiáticos, el 0,52 % eran de otras razas y el 1,49 % eran de una mezcla de razas. Del total de la población el 1,42 % eran hispanos o latinos de cualquier raza.